# Mäkiluoto
Mäkiluoto (Makilo en sueco) es una isla finlandesa en el Golfo de Finlandia, justo al sur de la península de Porkkala. Es parte del municipio de Kirkkonummi. La isla entera es una instalación militar sin personal y el acceso de la población civil está muy restringido. Una serie de piezas de artillería costeras están emplazados allí.